# Jorge Felipe Chong
Jorge Felipe Chong Arzate (Iztapalapa, Ciudad de México, 6 de enero de 2008) es un político y estudiante mexicano que ha participado en actividades legislativas juveniles y procesos de representación estudiantil. Actualmente cursa el bachillerato en la Escuela Nacional Preparatoria 5 de la Universidad Nacional Autónoma de México.

## Formación académica
Chong Arzate nació en la delegación Iztapalapa de la Ciudad de México. Desde 2023 estudia en la Escuela Nacional Preparatoria 5, donde ha participado en procesos internos de elección estudiantil como candidato a representante ante el Consejo Técnico e Interno del plantel.

## Actividad legislativa juvenil
En 2022, fue seleccionado como diputado infantil en el Primer Parlamento de la Niñez, organizado por la II Legislatura del Congreso de la Ciudad de México. Durante su participación, presentó una propuesta para incorporar una materia de desarrollo humano en el currículo escolar, enfocada en el cuidado de la salud mental infantil tras la pandemia de COVID-19.
En 2023, participó como diputado juvenil en el Segundo Parlamento de las Personas Jóvenes, también convocado por la II Legislatura del Congreso local. En esa ocasión, propuso modificaciones a la Ley General de Protección a la Salud de los No Fumadores de la Ciudad de México, con el objetivo de regular los espacios autorizados para el consumo de cannabis.

## Participación partidista
En 2022, se integró al Partido de la Revolución Democrática (PRD) a través del colectivo juvenil “Repensar la Democracia”. En septiembre de 2024, tras la pérdida del registro nacional del PRD, se incorporó al Movimiento de Regeneración Nacional (Morena), en el contexto de la adhesión de diversos exmilitantes del PRD, entre ellos Víctor Hugo Lobo Román.